# Ivar Rosén

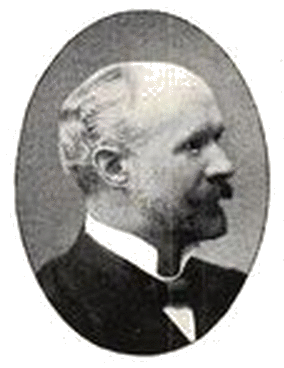
Ivar Rosén

Charles Ivar Rosén, född 5 april 1857 i Stockholm, död 20 juli 1936 i Stockholm, var en svensk ingenjör.

## Biografi
Efter mogenhetsexamen 1877 och examen från Kungliga Tekniska högskolan 1881 var Rosén elev och filare vid Bergsunds Mekaniska Verkstad 1876 och 1880, anställd dels såsom konstruktör hos Carl Arendt Ångström, dels såsom ritare hos Magnus Isæus 1881 och ingenjör vid Stockholms Belltelefon AB 1882–1885. Han var medintressent i Elektriska byrån, under firma Luth & Roséns Elektriska affär i Stockholm 1885–1891, fabriksdisponent vid Kosta AB:s industriella verk i Kosta 1891–1892, föreståndare för W. Wiklunds elektriska avdelning i Stockholm 1892–1895 och innehavare av Ivar Roséns Elektriska affär där 1895–1901. 
Rosén var extra lärare i praktiska övningar med elektriskt materiel vid Kungliga Tekniska högskolan 1895 och 1896, chef för Aseas ingenjörskontor vid filialen i Stockholm 1901–1903. Han var konsulterande elektrotekniker och föreståndare för Roséns Elektriska förfrågnings- och kontrollbyrå i Stockholm 1903–1908 och i Elektriska rådfrågningsbyrån Rosén & Waldenström från 1909. Ivar Rosén är begravd på Norra begravningsplatsen utanför Stockholm.